# Monestir de Santes Creus
|  | «Santes Creus» redirigeix aquí. Vegeu-ne altres significats a «Santes Creus (desambiguació)». |

El Monestir de Santes Creus o Reial Monestir de Santa Maria de Santes Creus és una de les joies de l'art medieval català i està situat al poble de Santes Creus,Aiguamúrcia (Alt Camp , Tarragona). Actualment és l'únic monestir de la Ruta del Cister que no té vida monàstica.

## Història

### Fundació
De l'orde del Cister, filial de l'Abadia de la Gran Selva (Bolhac, Llenguadoc), fou fundat l'any 1150 originàriament a Valldaura, a Collserola, al Vallès Occidental, per donació dels Montcada. Guillem Ramon de Montcada i els seus fills Guillem, Ramon i Berenguer, donaren a l'abat de la Gran Selva, en mans del seu prior Guillem i en presència del monjo Guillem de Montpeller, un alou de la seva propietat a Cerdanyola del Vallès, conegut com l'alou de Valldaura, perquè s'hi fundés un monestir. Junt amb el terreny se'ls concedia un permís per utilitzar els molins de Rocabruna, a més a més d'un ajut de 100 morabatins d'or anuals i gra suficient, mentre durés l'edificació del nou monestir.
El fet que s'escollís per a la ubicació de l'edifici del monestir una part baixa i no el cim de la muntanya, va ser per l'existència en aquest lloc d'algun tipus de construcció, ja que poc temps després de la donació ja es trobaven a Santa Maria de Valldaura dotze monjos, tres conversos i l'abat Guillem procedents del monestir de la Gran Selva.

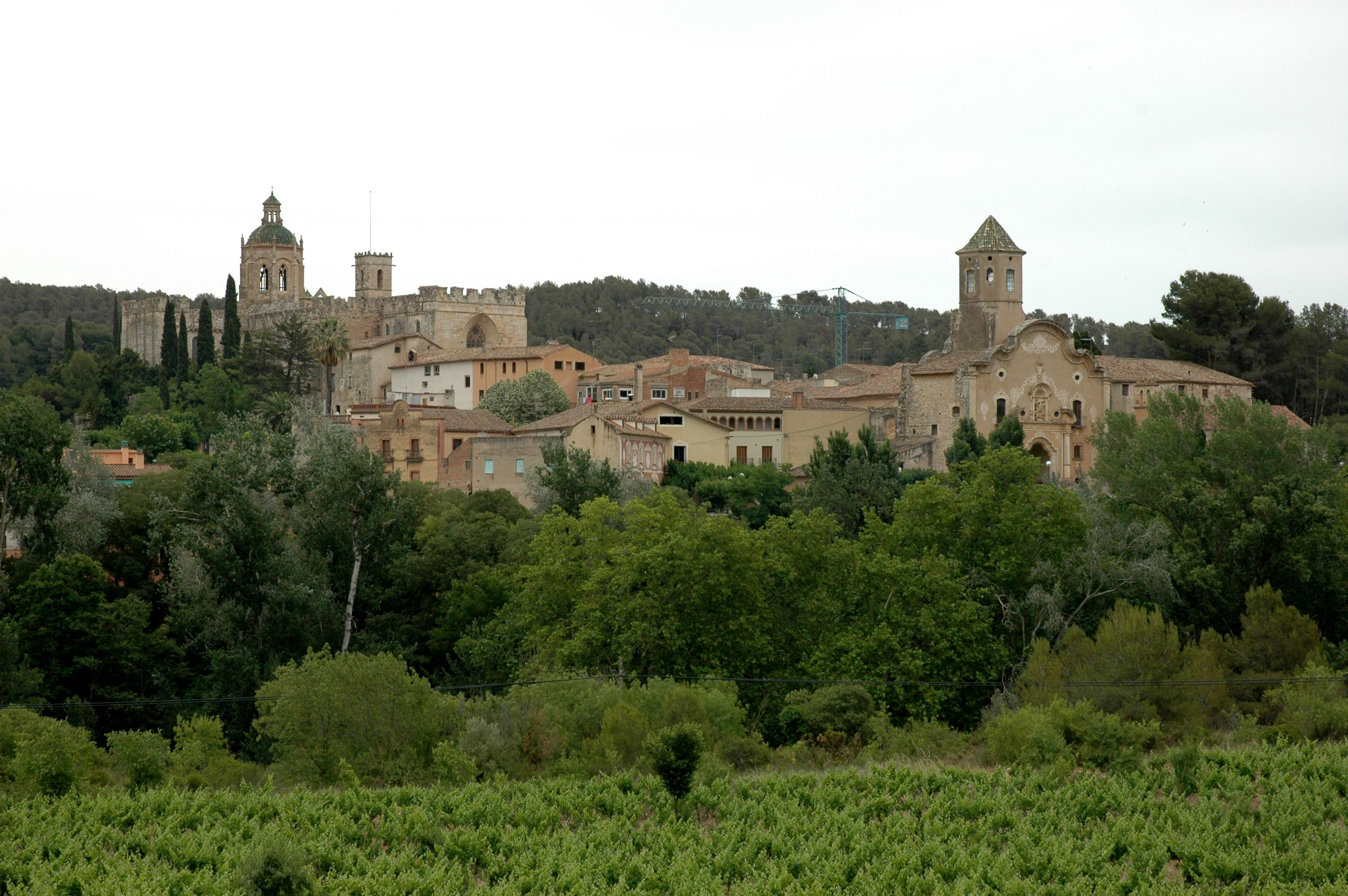
Vista general

Però la manca de recursos hídrics, l'excessiva proximitat a Barcelona i al gran monestir de Sant Cugat del Vallès, així com d'altres impediments, feren que aquesta fundació no es perllongués en el temps i la comunitat de monjos es va veure forçada a buscar un emplaçament més adient dos anys més tard.
La comunitat va sol·licitar al comte de Barcelona i príncep d'Aragó, Ramon Berenguer IV la concessió d'un lloc a la Catalunya Nova, per tal de traslladar-hi la el monestir. El comte hi accedí i els donà l'Espluga d'Ancosa. El lloc no era gens apropiat per la vida conventual i, per tant, la comunitat mai hi bastí un monestir, però sí una granja, la Granja d'Ancosa.
El 2 de juny de 1160, Guerau Alemany IV de Cervelló, Gerard de Jorba i Guillem de Montagut els van fer donació del paratge de Santes Creus vora el riu Gaià, amb aigua abundant i prou terres per a garantir l'economia del monestir. Això no obstant, per una disputa jurisdiccional entre les diòcesis de Barcelona i Tarragona, el trasllat es va demorar fins que el papa Alexandre II va decretar la independència del monestir el 1168. L'any 1169 es va fer el trasllat definitiu de tots els monjos que encara quedaven a Valldaura i l'any següent s'hi afegí la comunitat veïna de Sant Pere de Gaià.

### Expansió
La primera etapa de construcció del monestir es perllongà durant 100 anys, i s'inicià amb el mandat del primer abat del país, Pere de Valldaura/Santes Creus (1158-1184), considerat l'abat fundador del monestir de Santes Creus. L'abat aprovà els plànols de l'edifici dins del més pur estil cistercenc, a semblança del monestir del qual procedia, el de la Gran Selva.

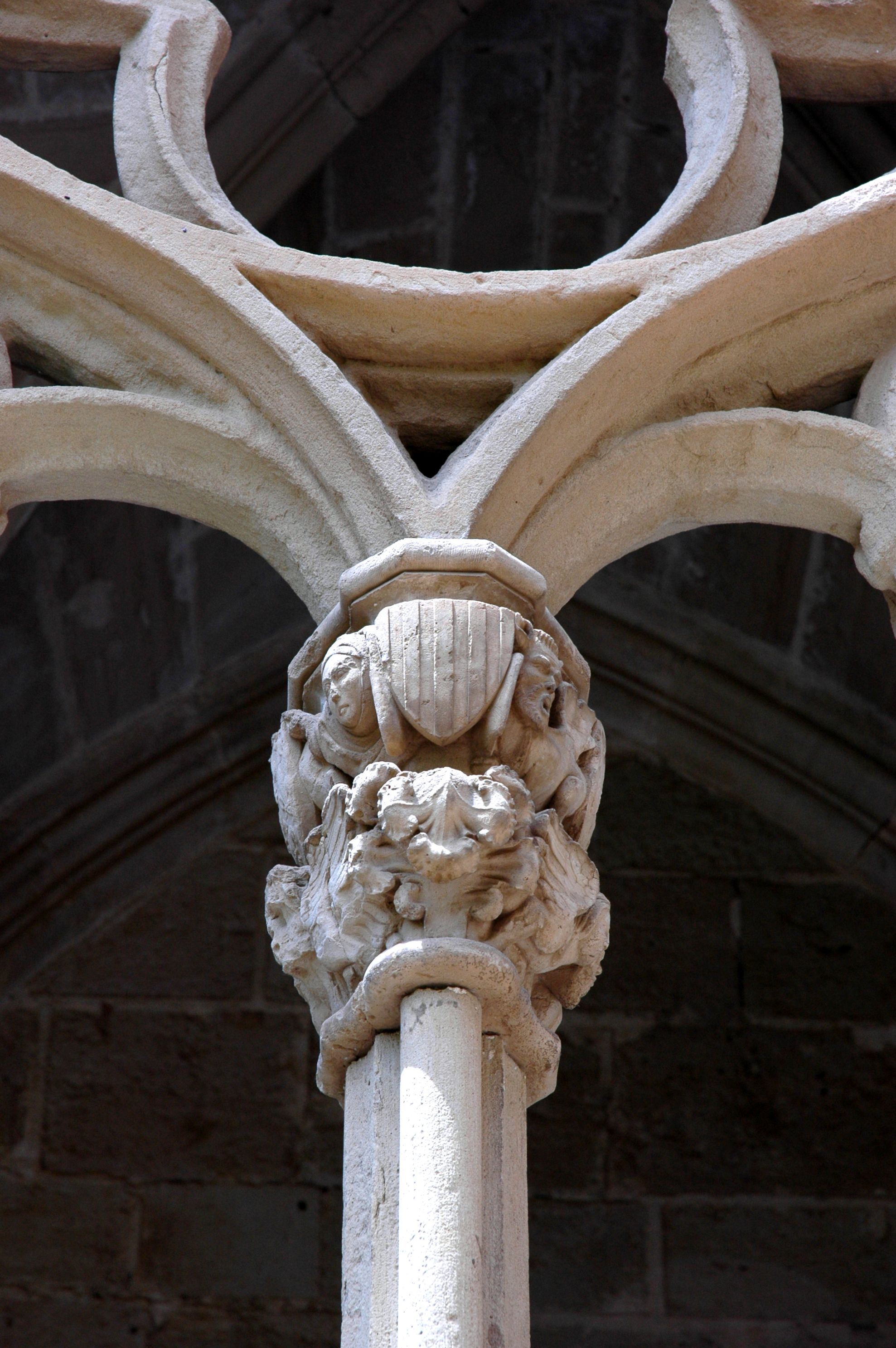
Detall del claustre

El 1168 es comencen a bastir les principals dependències monacals. La nova església es comença el 1174. L'any 1191 es posava la primera pedra del dormitori dels monjos; l'any 1211, en temps de l'abat Bernat d'Àger, es cobreix l'absis. L'església s'acaba el 1226, l'hospital de Sant Pere s'hi bastí l'any 1229; l'any 1302 fou posada la primera pedra del refetor del claustre —avui desaparegut—, i l'any 1313 fou començat el claustre anterior i finalitzat l'any 1341, obra de Reinard Fonoll, arquitecte anglès.
Aviat els monjos iniciaren una política d'expansió territorial a una i altra banda del riu Gaià, adquirint terres a la Marca del Penedès, al Tarragonès, a l'Alt Camp, a la Segarra, a l'Urgell, la Comarca d'Anoia, i altres llocs més llunyans, com al Baix Ebre, Barcelonès, Baix Llobregat i Vallès Occidental.
A mitjan segle xiii la monarquia catalana interferí en la ritme de l'abadia mostrant-hi un interès que alhora pertorbà la senzillesa de la vida monàstica cistercenca i engrandí el complex monacal amb construccions noves i valuoses. Fou l'època de l'abat  Bernat Calvó (1226-1233), conseller de Jaume el Conqueridor (1213-1276), a qui va acompanyar en les conquestes de Mallorca i València.
Un impuls notable el rebé quan durant el govern de l'abat Gener (1265-1293) el monestir es convertí en tomba del comtes-reis, cosa que comportà la dignificació del monestir a fi d'acollir les restes reials. El successor a la corona, Pere el Gran (1276-1285), va dispensar el seu reial patrocini a l'abadia i hi va voler ser enterrat, com també ho serien després el seu fill Jaume el Just (1267-1327) i la seva esposa, Blanca d'Anjou (1283-1310).

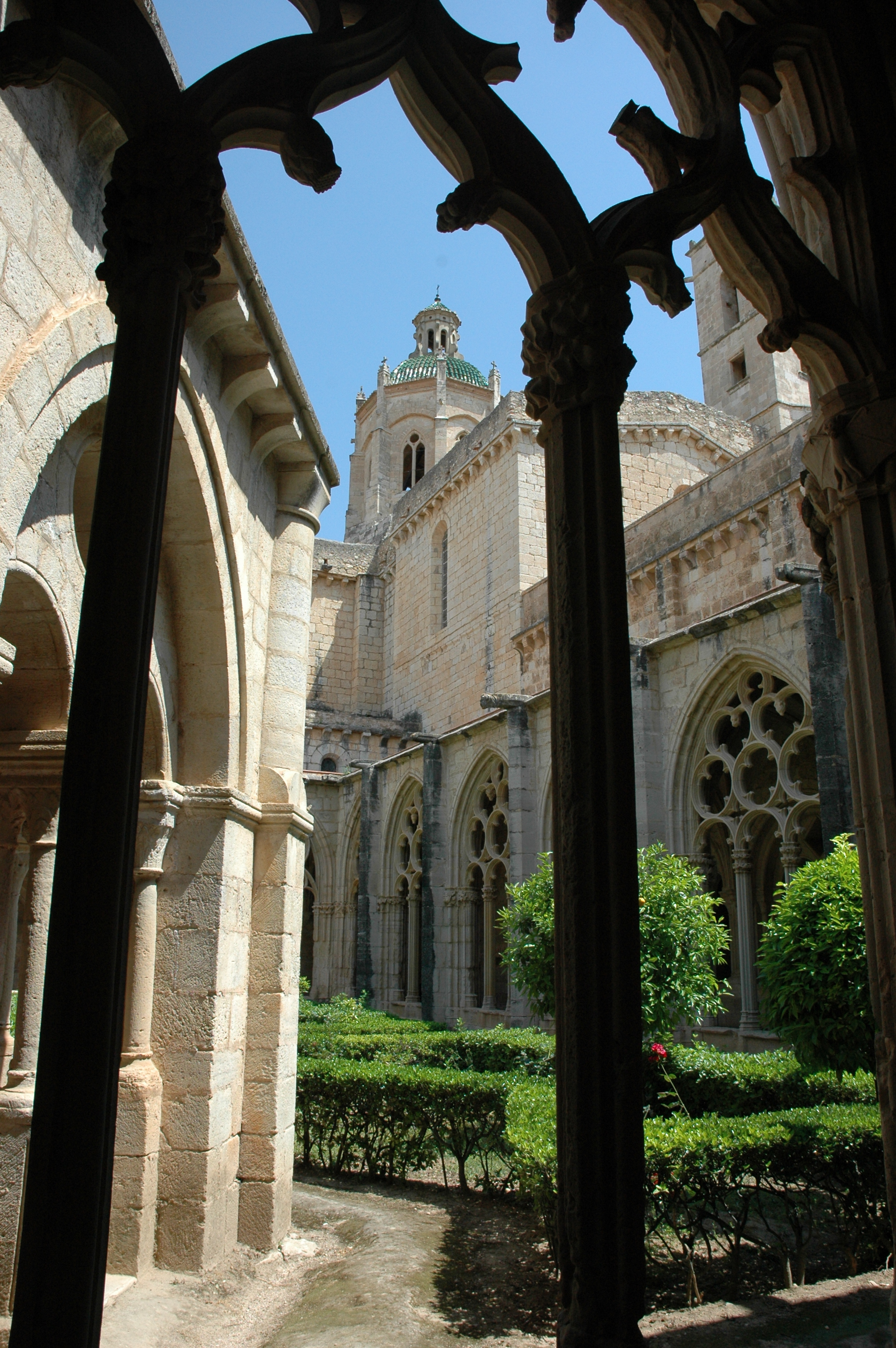
Les voltes de traceria mostren el lavatori del claustre, el cimbori (al mig) i la torre del rellotge

Un dels abats més importants fou fra Bonanat de Vilaseca, en temps del qual, i sota el patronatge reial de Jaume el Just, es fundà la filial de Santa Maria de Valldigna, l'any 1298, i deu anys més tard el monestir d'Altofonte a Sicília. No cal dir que, en temps d'aquests dos monarques, el monestir assolí una importància primordial dins el món monacal cistercenc català. Ambdós reis foren sebollits a Santes Creus.

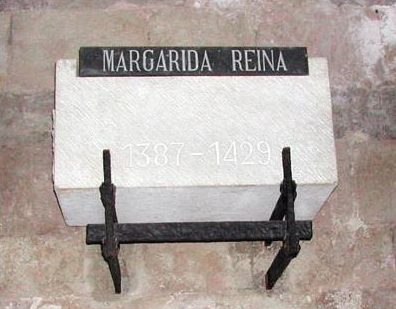
Sepulcre de la reina Margarida de Prades (1387/88-1429), a l'interior de l'església

A instàncies d'aquest últim monarca es van convertir les habitacions abacials en palau reial, i a la seva voluntat es deu la demolició del claustre romànic per ser substituït pel gòtic actual, així com la construcció del cimbori sobre el creuer de l'església. A Pere el Cerimoniós (1336-87) cal atribuir l'emmurallament del recinte monacal i també que, a causa de la seva predilecció pel monestir de Poblet, el de Santes Creus deixés de ser palau i panteó reial; per això, les dependències palatines van tornar a destinar-se a habitacions abacials.
El monestir fou fortificat per a la defensa entre els anys 1376 i 1378 per raó de la guerra amb Castella. Arran d'aquestes fortificacions, les relacions del monarca amb l'abat Ferrera foren tibants. El monestir també exercí una influència notable durant els segles XIV, XV i XVI degut a la fundació de l'orde militar de Montesa per part del Papa Joan XIII, atès que hi quedà vinculat fins a l'any 1666 amb l'aportació d'un monjo que exercia com a prior dins aquest orde militar.
El Papa Benet XIII, visità el monestir l'any 1410. Quan s'extingí el monestir cistercenc femení de Bonrepòs (Priorat), els seus béns foren incorporats a Santes Creus, igual que les despulles de la reina Margarida de Prades, segona esposa de Martí l'Humà, que recentment han estat instal·lades en una urna de pedra en el mur de la nau de l'evangeli. Un retaule gòtic, obra de Guerau Gener i Lluís Borrassà, fou inaugurat l'any 1411 en temps de l'abat Bernat Dalmau.

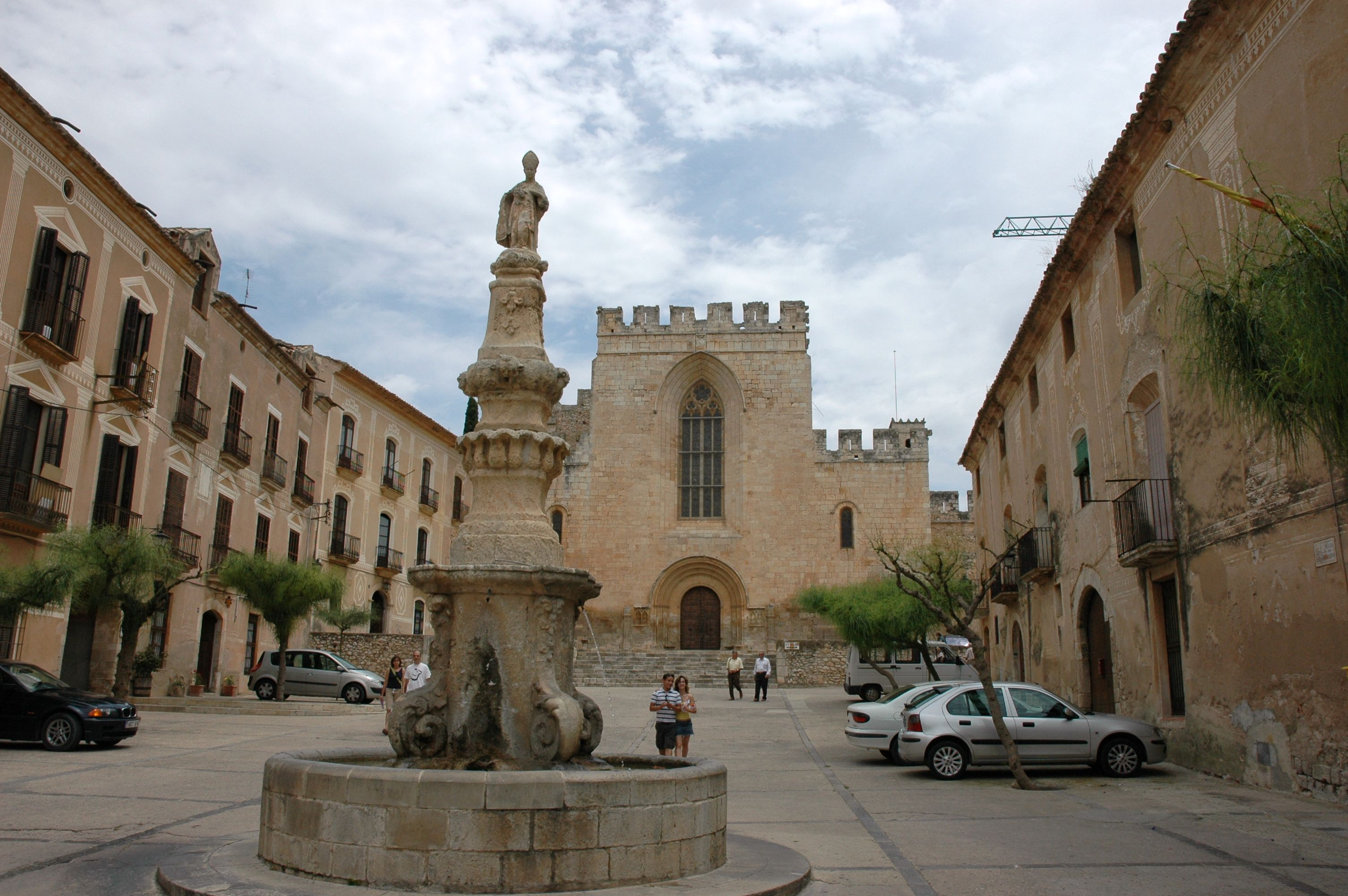
Al fons façana de l'església. En primer pla, font del barroc tardà,, de Sant Bernat Calbó —abat de Santes Creus i bisbe de Vic—, emplaçada al mig de la plaça que porta el seu nom

A finals del segle xv el monestir experimentà un canvi en l'explotació de les seves propietats. Amb la gairebé desaparició del monjo convers, degut als canvis econòmics produïts en la baixa edat mitjana, els monjos de Santes Creus es van veure obligats a establir en les seves propietats conreadors en règim de contractes emfitèutics, explotació que prevaldria fins a l'exclaustració definitiva de la comunitat l'any 1835.
Durant els segles xvi i xvii el monestir albergà una intensa activitat cultural, és en aquests moments que la biblioteca conté nombrosos incunables i manuscrits.

El cimbori i la torre de les hores des del claustre

En temps de l'abat Jaume Carnisser, el monestir, juntament amb Poblet, s'oposà al projecte de constitució de la Congregació Cistercenca de la Corona d'Aragó i fou el més acèrrim defensor del vell sistema dels abats perpetus. A la mort de fra Carnisser el monestir es doblegà al nou sistema i a partir de 1619, electe fra Josep Barberà, com abat quadriennal de Santes Creus, el monestir encetà una nova etapa de plena integració a la congregació que durarà fins a l'extinció del monestir. L'abat Barberà ocupà el càrrec de Vicari General de la congregació i fou amic personal de Francesc Vicent Garcia i Ferrandis, més conegut com el Rector de Vallfogona.
Un nou palau de l'abat fou aixecat el 1640 sobre l'antic hospital dels Pobres, el 1733 fou construïda la infermeria i ampliat el refetor, que perdé els trets gòtics. A la segona meitat del segle xviii s'acabà la urbanització de les places i la construcció del portal de l'Assumpta.
En temps de l'abat Bartomeu Rovira els monjos abandonaren les dependències del claustre anterior i passaren a ocupar la zona del claustre posterior. Van començar una restauració i adequació d'aquella part del monestir, que els monjos no abandonaren fins a la dissolució del monestir el 1820.

### Declivi

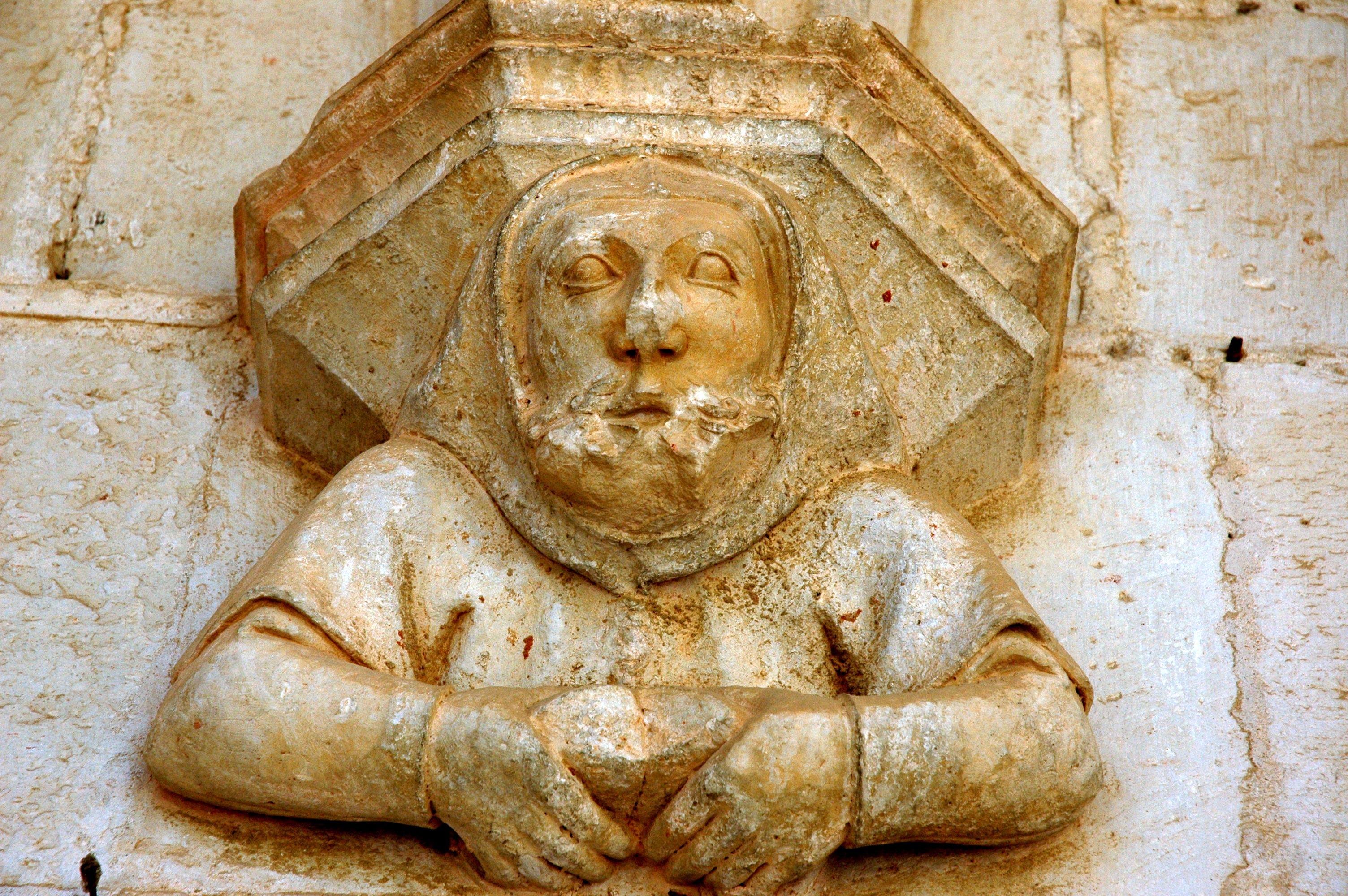
Figura al claustre

És en aquests moments que els abats del monestir passen de ser vitalicis a tenir càrrecs temporals, de caràcter triennal, a partir de la incorporació a la Congregació de la Corona d'Aragó, el monestir comença una davallada que el durà anys més tard a la desaparició de la comunitat cistercenca, ajudat per episodis històrics com la Guerra del Francès (1808-1814) i el Trienni Liberal (1820-1823); així el 1820 la comunitat cistercenca és dissolta en la primera exclaustració del monestir. La vida monàstica es restaura l'any 1823 i dura fins al 25 de juliol de 1835, en què es dissol el cenobi de forma definitiva; posteriorment la Llei Mendizábal comporta la impossibilitat de continuar el monestir com a forma de vida monacal.
A partir de 1843, a les dependències exteriors dels monjos, s'hi va anar desenvolupant el nou poble de Santes Creus. A partir de l'abandonament dels monjos, el monestir comença una cursa de destrucció ajudada pel trasllat de la presó de Tarragona l'any 1870 a l'edifici del monestir, fet que causà importants destrosses. La recuperació del monestir no es fa ben efectiva fins a la declaració de Monument Històric l'any 1921, any en què comença la lenta recuperació de l'edifici. Actualment la gestió del monument la realitza la Generalitat de Catalunya.
El monestir ha continuat deshabitat fins avui en dia, a diferència dels monestirs veïns de Poblet (Conca de Barberà) i Vallbona de les Monges (Urgell), els quals encara són habitats actualment; el conjunt de tots tres forma la turística Ruta del Cister.

## Arquitectura

### Església

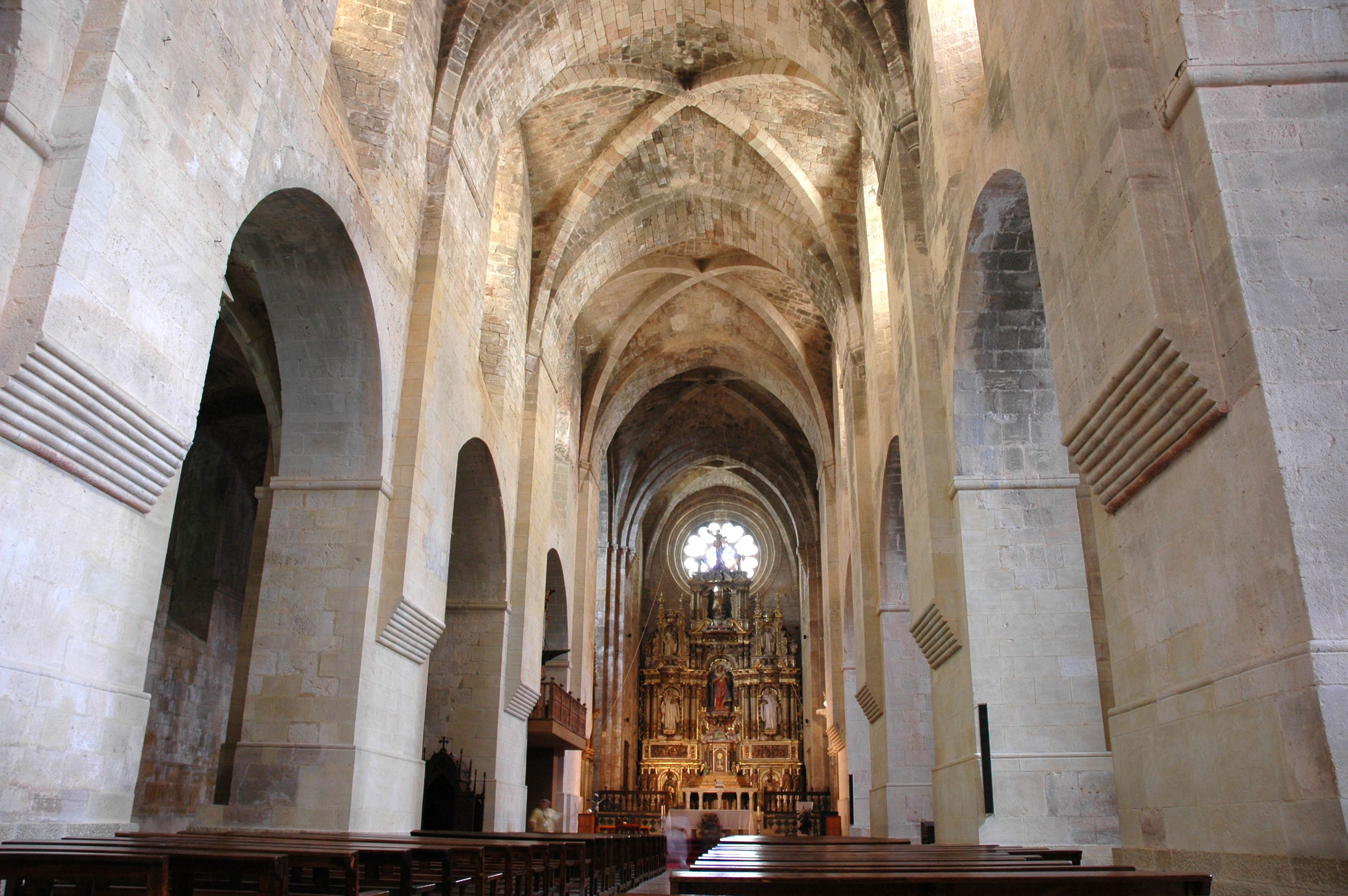
Interior de l'església. Al fons, el retaule barroc obra de Josep Tremulles

La planta de l'edifici és de creu llatina, amb tres naus i un total de cinc capelles abacials.
La façana es va començar al darrer terç del segle xii i està composta per una portalada d'arc de mig punt i al seu damunt un gran vitrall gòtic amb traceria emmarcada per un arc ogival que recolza sobre dos petits capitells que coronen els fusts, i que limiten la resta de l'obertura. El calat és compost per un pentalobat inscrit en un cercle, dos trilobats i petits angles curvilinis. Mostra reminiscències romàniques en la manera de compartimentar cadascuna de les composicions, de proporcions molt petites, i la manera de concebre les formes. El treball de les escenes, tant pel que fa a la composició com a la realització dels petits detalls ens recorda el treball d'un miniaturista i sorprèn que l'artista no tingués en compte que serien impossibles d'apreciar des del pla de la basílica. La protecció reial de Santes Creus, unida a una sèrie de realitzacions arquitectòniques i artístiques situen el finestral vers el 1280 i les característiques pròpies del vitrall permeten datar-lo vers el 1300.

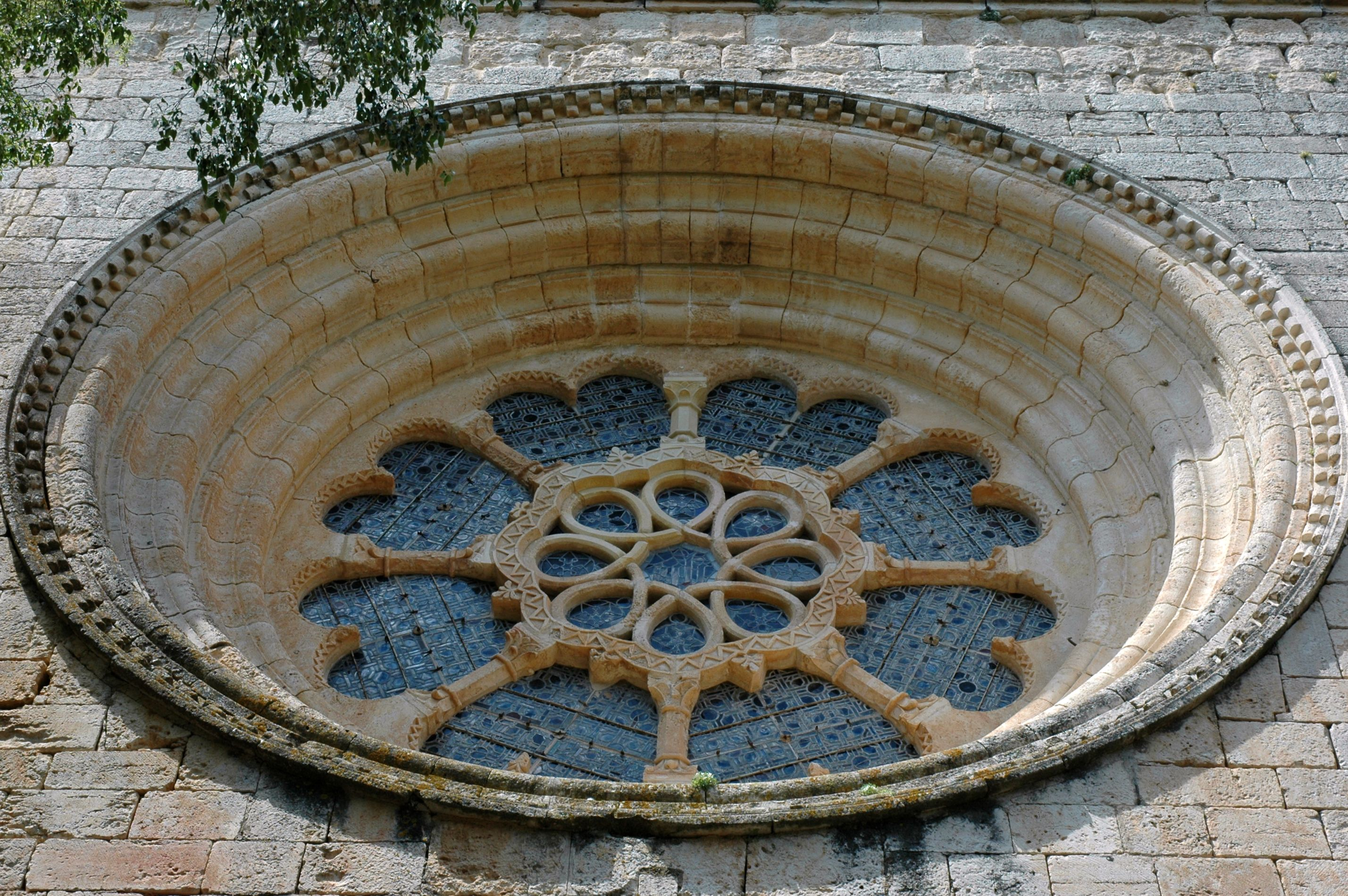
La rosassa romànica

A la façana de llevant s'hi trobava el cementiri monacal, en l'angle que formen les parets de la infermeria, construïda l'any 1636, i la capçalera de l'església. Destaca poderosament la rosassa monumental que s'obre al mur est de l'absis central. D'estil romànic, s'organitza a partir de dos cercles concèntrics units per vuit columnetes radials de dos capitells i fust hexagonal, que s'enllacen entre elles amb parelles d'arcs semicirculars. Al cercle central, una corona octolobulada envolta un entrellaç format per vuit anells. Segons Vives i Miret es va construir entre 1193 i 1211. L'absis també era il·luminat per tres finestres allargades d'arc de mig punt que actualment estan tapiades. La façana està coronada per merlets amb espitlleres, propis de l'emmurallament del segle xiv.
Pel que fa a l'interior de l'església, destaca el retaule de l'altar major, d'època barroca (1646), obra de Josep Tremulles. Aquest altar, que va substituir l'anterior gòtic de Guerau Gener i Lluís Borrassà de 1410.
Jaume II deixa una forta empremta en l'aspecte actual del monestir, ja que manà habilitar-lo per rebre les despulles del seu pare. El mestre Bartomeu de Girona és l'arquitecte principal, destaca el treball escultòric del mausoleu i respecte a les pintures policromes hi ha constància que hi va treballar el pintor Andreu de la Torre.

#### Tombes reials

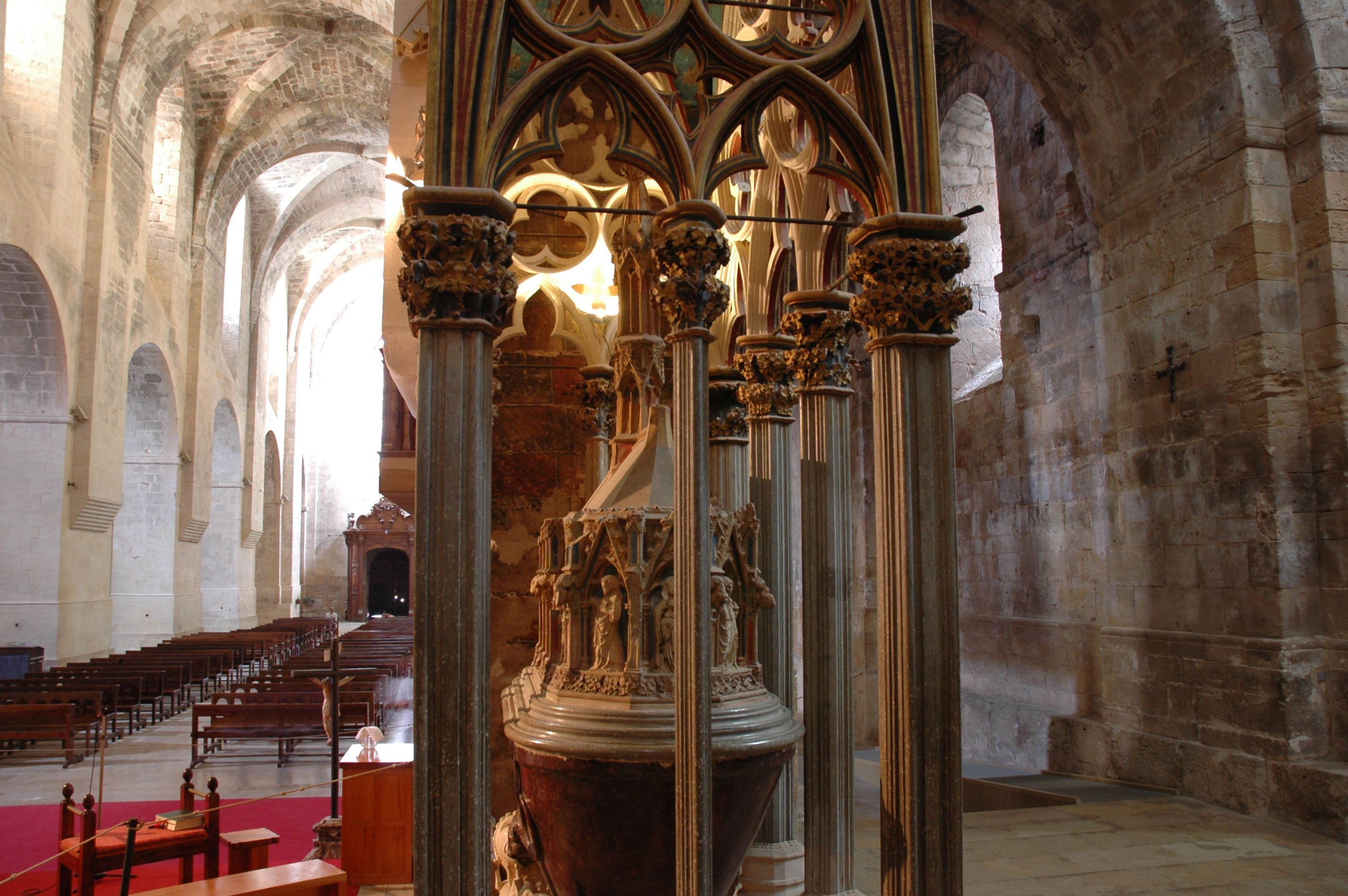
Tomba de Pere el Gran a Santes Creus, amb banyera de pedra de pòrfir

L'altar major és flanquejat a banda i banda per dos mausoleus, formats per sarcòfags de pedra situats a l'interior de sengles templets de pedra d'estil gòtic, amb les tombes de:
- Mausoleu del costat de l'Evangeli:
1. El Rei Pere el Gran en una banyera de pòrfir com a sarcòfag
2. L'almirall Roger de Llúria als seus peus

- Mausoleu del costat de l'Epístola:
1. El Rei Jaume II el Just, i
2. Blanca d'Anjou, esposa del rei Jaume.

Aquestes tombes reials són considerades els primers exemples de l'art gòtic català. L'any 2010, el Departament de Cultura i Mitjans de Comunicació, sota la direcció del Museu d'Història de Catalunya, va restaurar les tombes reials del Monestir de Santes Creus, coincidint amb el 850è aniversari del monument. Els treballs han permès comprovar que els elements del mausoleu del rei Pere el Gran i la policromia de color blau, vermell i daurat, són originals i que es va utilitzar la tècnica de la pintura a l'oli: el sepulcre, per tant, és una de les primeres obres catalanes on apareix aquesta tècnica. Aquesta pintura es mantindria intacta des del 1307.
També es tractaria de l'única tomba reial de la Corona d'Aragó d'època medieval que no ha estat profanada i que, per tant, aporta dades inèdites del rei Pere el Gran. Als seus peus s'ha realçat la llosa funerària de marbre, fins ara molt degradada, de l'almirall Roger de Llúria, qui va manifestar la voluntat de ser enterrat ben a prop del seu senyor.
D'altra banda, es demostra que el sepulcre de Jaume II i Blanca d'Anjou va patir un canvi de disposició del sarcòfag, probablement al segle xvi. Va ser profanat el 1836. El cos de la reina ha estat recompost i embolcallat en roba de lli.
A més, totes les tombes «porten un missatge polític associat». En la làpida que Jaume II va encarregar pel seu pare, Pere el Gran, hi figura que va ser un gran home, gran conqueridor i just governant. En la que Jaume es va encarregar per ell mateix es diu que va ser un rei pacificador.
Televisió de Catalunya va emetre el 12 de setembre del 2010 el documental Anatomia d'un rei sobre l'obertura de la tomba i estudi de les restes de Pere II.
En una urna moderna, al transsepte, hi ha les restes de la reina Margarida de Prades, segona esposa de Martí l'Humà.

### Claustre gòtic

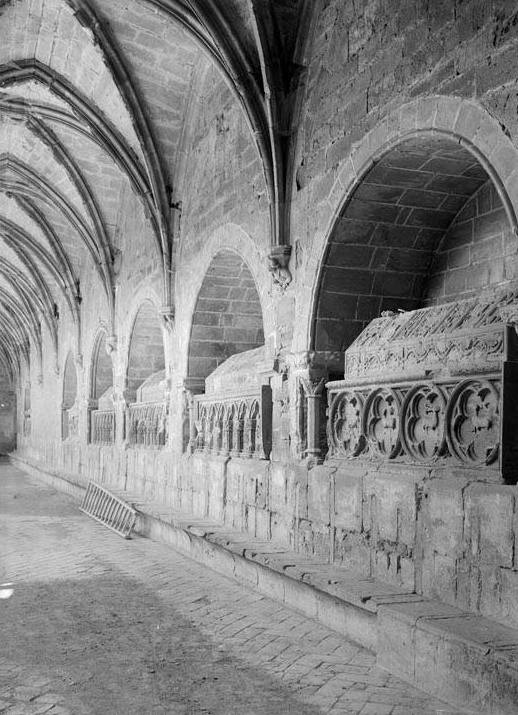
Sepulcres del claustre (entre 1890 i 1910)

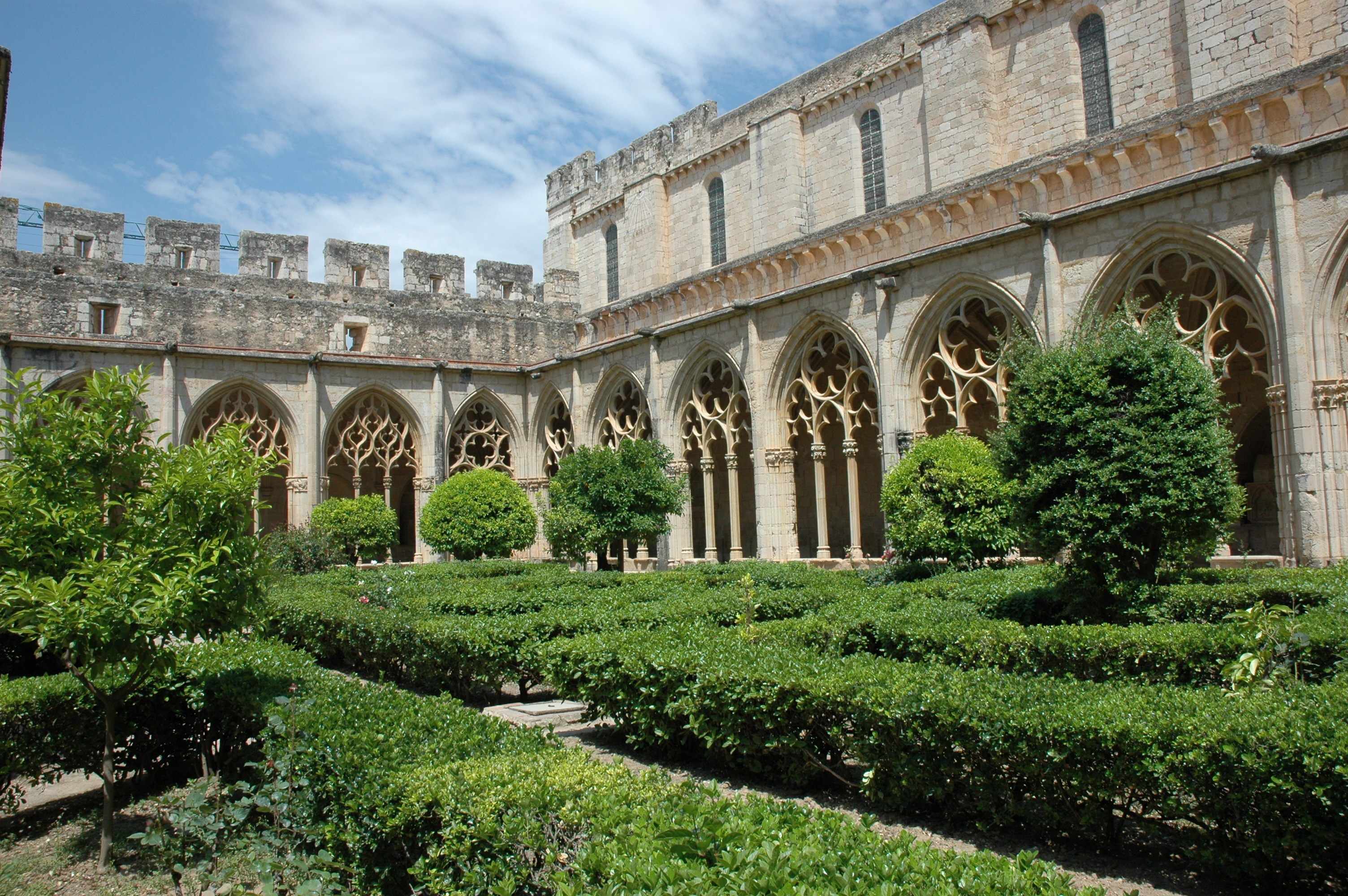
El claustre

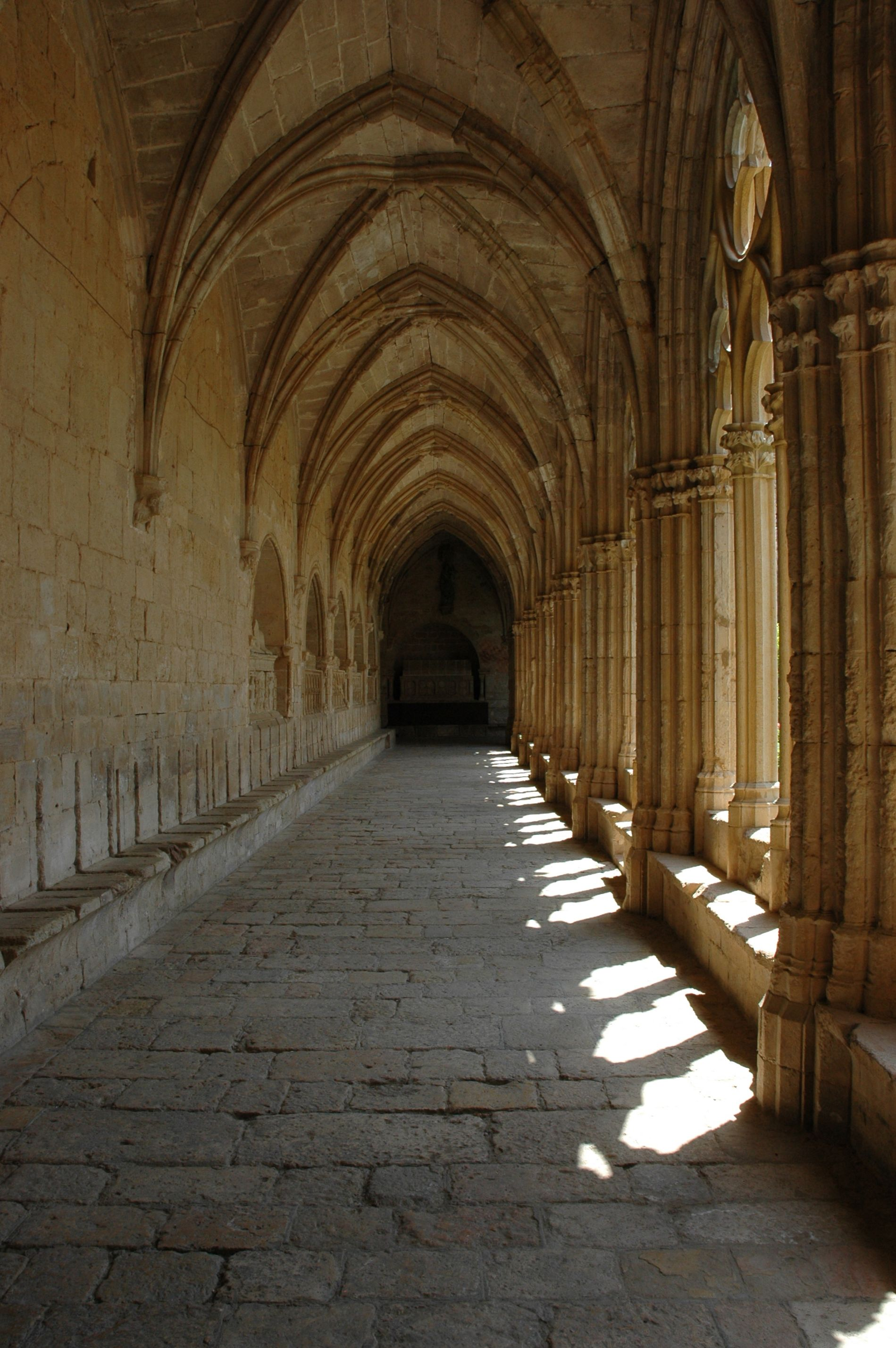
La galeria nord. A l'esquerra es pot observar el banc on l'abat rentava els peus als monjos pel Dijous Sant

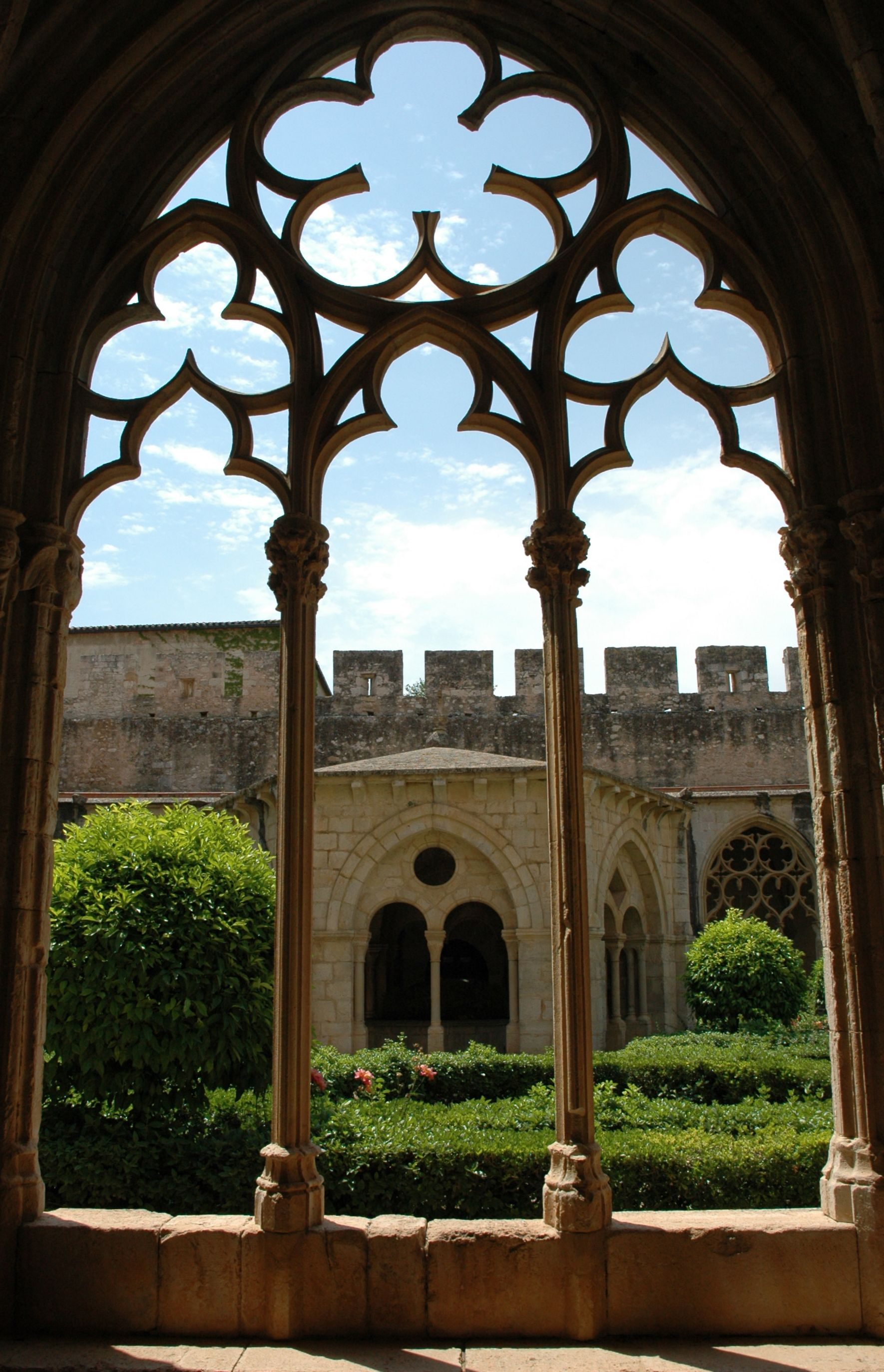
Silueta d'un arc de la galeria amb el lavatori al fons

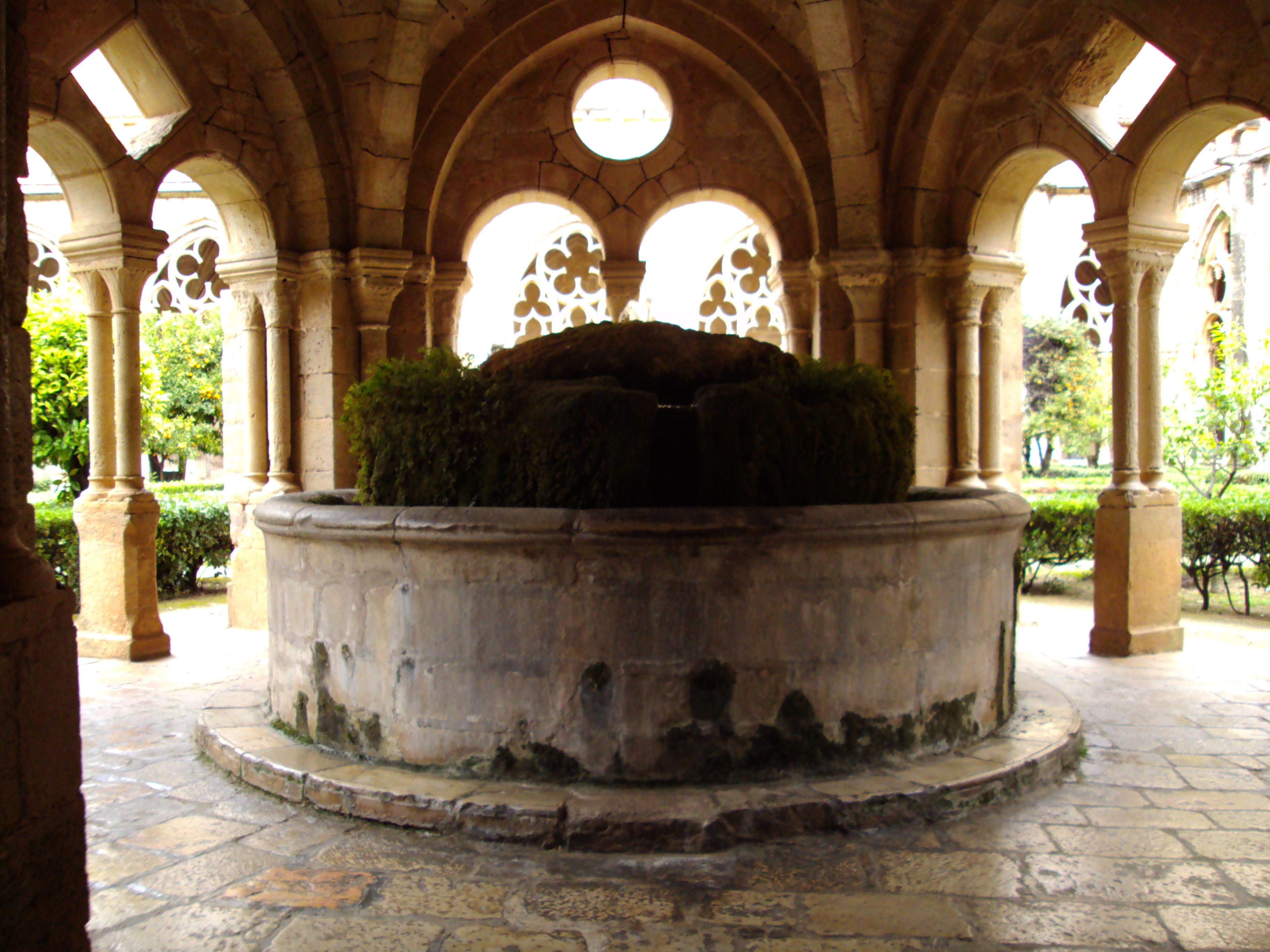
Templet del lavatori

El claustre major, gòtic, va ser fet construir el 1331 per Jaume II, per substituir-ne un de més antic, d'estil romànic, del qual es conserva el templet hexagonal del lavatori. És un rectangle de 40 per 35 metres, amb una obertura a l'exterior, a l'extrem meridional, que dona a la plaça Major a través de la porta reial, antiga entrada per fer la visita del monestir. Aquesta porta la va fer construir Jaume II i la seva esposa, Blanca d'Anjou. És per aquest motiu que als arcs hi ha relleus amb els escuts de la corona d'Aragó, les quatre barres, i la flor de Lis, símbol de la casa d'Anjou.
La construcció del claustre agafà una gran empenta a causa de la incorporació de l'escultor d'origen anglès Reinard Fonoll, que acabà la seva tasca deu anys més tard. Es considera que aquest escultor es troba retratat en diferents escultures dels capitells del claustre.
Cal destacar-ne la decoració dels capitells, que representen un ampli repertori d'iconografia medieval. L'ornamentació, que s'aparta de la senzillesa que dicta l'arquitectura cistercenca, és rica i exuberant. Hi trobem temes de l'Antic Testament, animals exòtics i fabulosos, personatges populars, personatges fantàstics, com el Greenman, etc.
Entre l'àmplia varietat iconogràfica que figura esculpida en els capitells del claustre podem distingir com a mínim tres estils. Un primer compost per figures que ocupen tot el capitell i atribuïbles a l'artista Reinard Fonoll. Un segon estil que fou obrat segurament per un deixeble de Reinard, que representen composicions completades amb ornamentació vegetal. Per acabar, un estil més arcaïtzant de caràcter romànic, realitzat amb relleus més baixos i que ens mostra el cicle del Gènesi que corona el pilar de l'angle sud-oest.
Actualment l'entrada al claustre des de l'exterior es fa a través de l'ala sud, on abans hi havia el calefactor, la cuina i el refetor, que posteriorment es van traslladar al claustre posterior. En entrar al claustre hom troba al davant el templet del lavatori, que servia perquè els monjos es rentessin les mans abans de menjar. Es tracta d'una construcció de planta hexagonal coberta amb volta de creueria, la decoració dels capitells és simple, hi ha esculpides fulles de lliri.

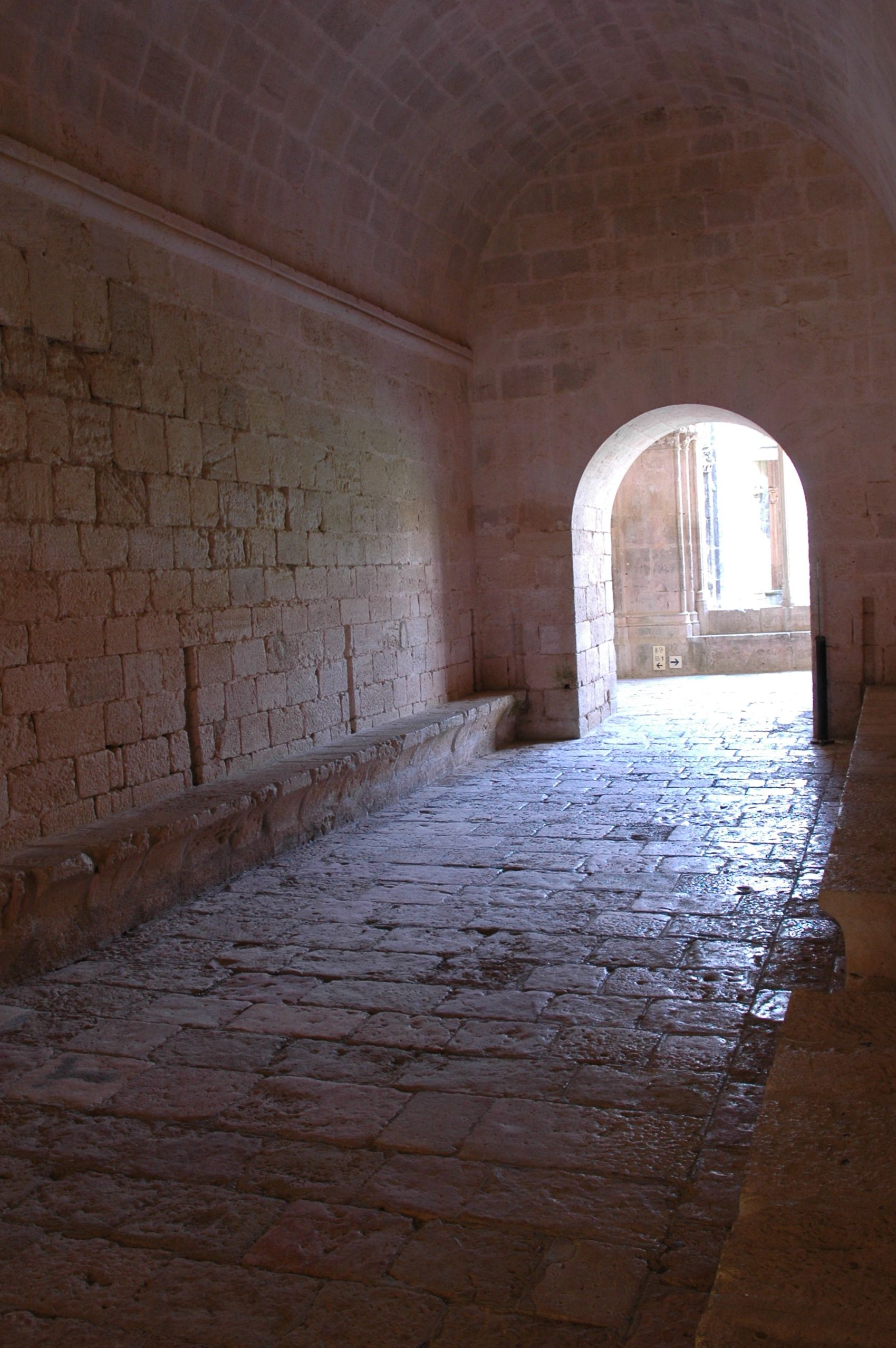
El locutori, que comunica els dos claustres

L'ala nord, la que toca a l'església, hi trobem dues portes, la dels conversos, al davant de l'ala oest, i la de la lliçó o dels monjos, davant de l'ala est. La primera era utilitzada per entrar a l'església els conversos i la segona era utilitzada pels monjos per entrar a l'església. En aquesta ala hi trobem el banc de pedra que servia perquè l'abat rentés els peus als monjos del monestir el Dijous Sant, en senyal d'humilitat.
La galeria est porta a les dependències segons l'arquitectura cistercenca, així hi trobem la sala capitular, l'escala que porta al dormitori, l'armarium, el locutori i la capella de Sant Benet, actualment tancada. Al final de l'ala hi ha la porta per on entraven els monjos a l'església.

### Claustre posterior

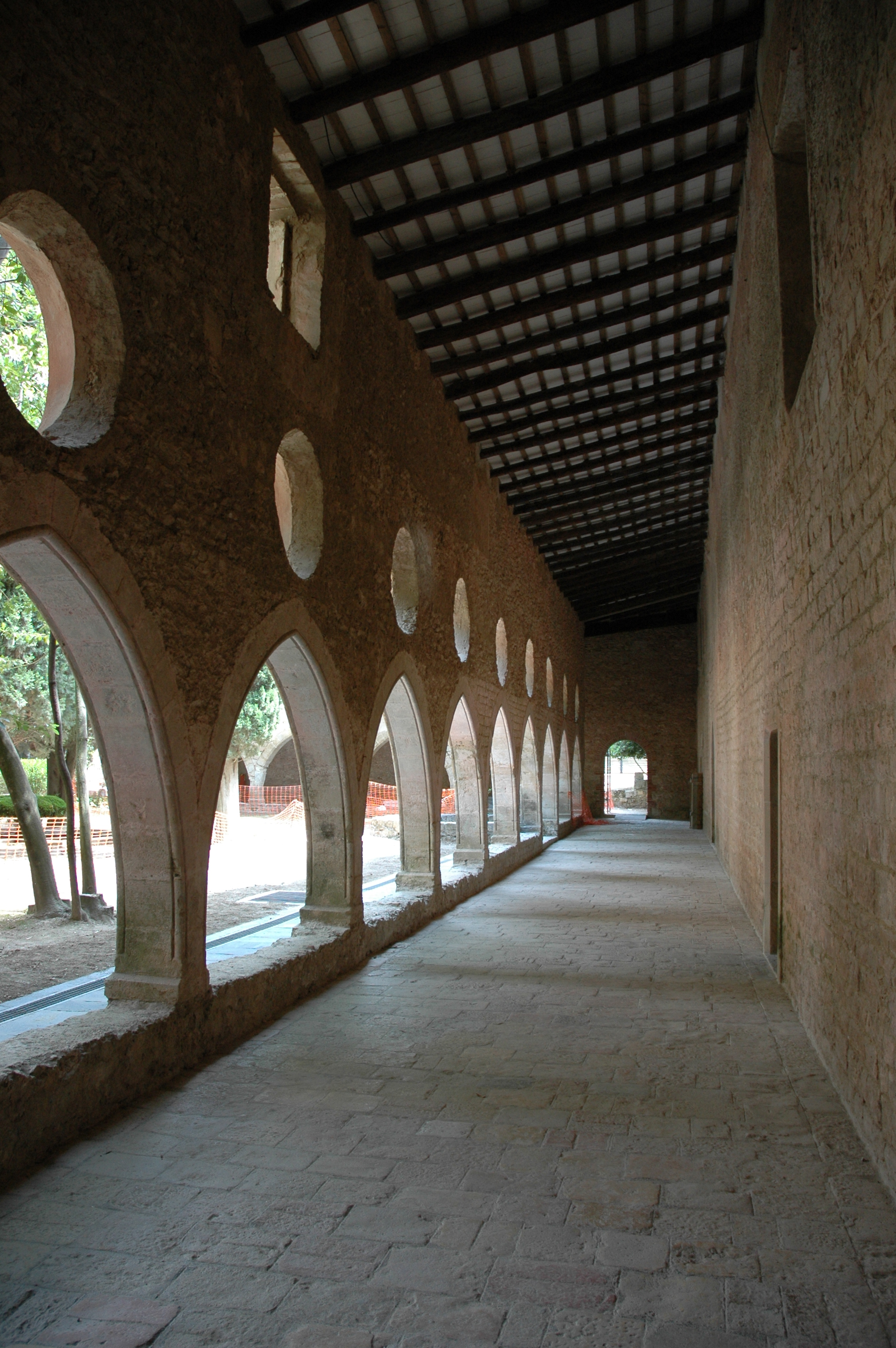
Una galeria del claustre posterior

El claustre posterior, de planta rectangular, està compost també per arcs, però aquests són de transició, i daten del segle xvii. Se'l coneix com el segon claustre, claustre posterior o de la infermeria i va ser bastit, en connexió amb el palau reial, al segle xiv. S'hi accedeix des del claustre principal, travessant el locutori. De planta rectangular, amb galeries, embigades, compostes per senzills arcs apuntats que sorgeixen directament de la banqueta que recorre tot el perímetre. A la segona meitat del segle xviii, se li aplicà un sobreclaustre, del qual ens queden rastres de les voltes de guix i alguns esgrafiats, a la banda del jardí, de tipus geomètric, compost per quadres amb cercles als vèrtexs que inclouen rombes xafarnats i un cercle central.
Al seu voltant hi ha la porta de la sala dels Monjos i la porteta que condueix a la presó de monjos, datada al segle xvi i precedida per un espai destinat al cos de guàrdia, que mostra uns grafits i una crucifixió realitzada, amb el fum de les espelmes, pels reclusos.
A la galeria de migdia hi trobem la cuina, el refetor del segle xvii i el Palau Reial, manat construir per Pere el Gran l'any 1280, tot i que més endavant es convertiria en el palau de l'abat. A la de llevant les cases dels monjos jubilats i la petita capella de la Trinitat; al costat occidental, la infermeria.

### Dormitori

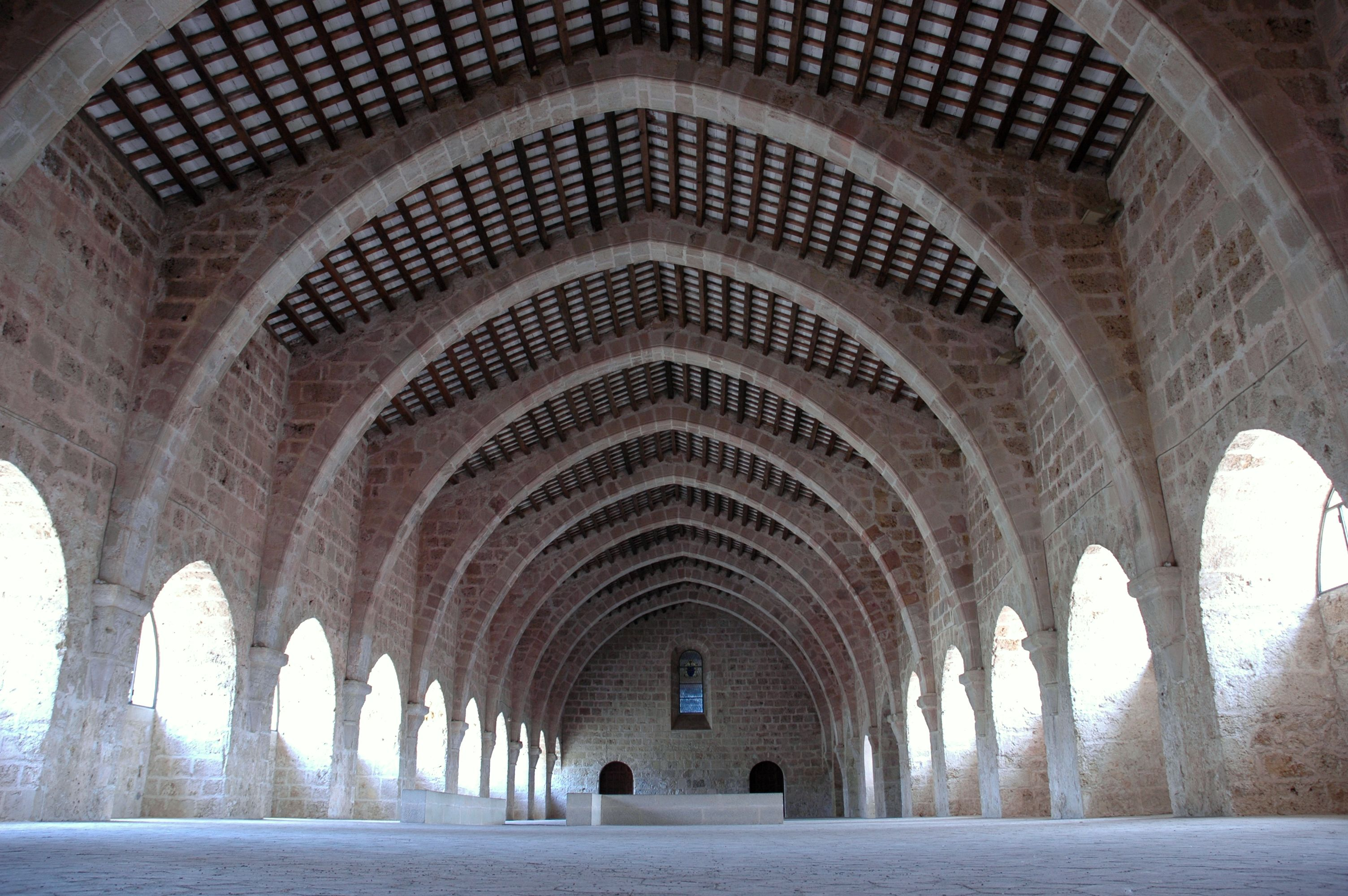
El dormitori

Des del claustre podem pujar al dormitori, que és una gran sala amb arcs apuntats. Des d'aquí, es pot accedir a la Torre de les Hores i al cimbori. Es tracta d'una àmplia nau de 46 metres de llargada per 11 d'amplada il·luminada per finestres d'arc ogival, el sostre és de dues vessants i descansa sobre onze arcs diafragma. Al final de la nau hi ha l'escala que mena directament a l'església. Era el dormitori comú dels monjos i estava dividit en cel·les individuals. Actualment serveix d'auditori per mor de la bona acústica.

### Sala capitular

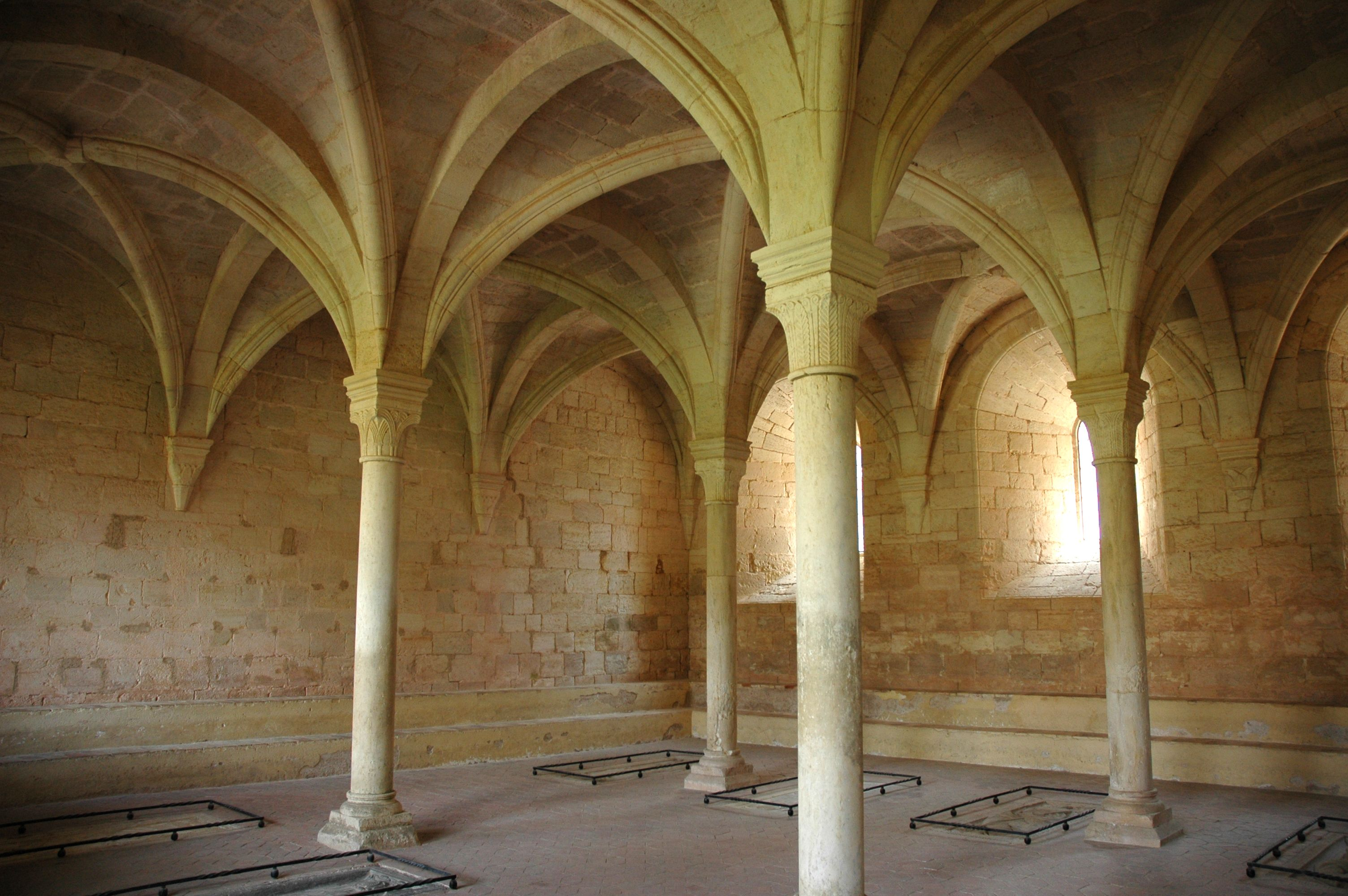
La sala capitular, amb les set làpides dels abats a terra

La sala capitular és de planta quadrada, àmplia, d'onze metres de costat, cobert amb nou creueries sostingudes per quatre columnes cilíndriques al centre. Està il·luminada per tres finestres d'arc de mig punt. S'hi entra per una porta amb un finestral a cada costat que permetia als conversos seguir el capítol des de l'exterior de la sala.
Iniciada a finals del segle xii, la façana consta d'una porta, formada per un doble arc de centre suspès i timpà perforat per un quadrat, i dos finestrals de doble obertura. S'hi compten quaranta columnes distribuïdes en quatre grups a ambdós costats de les finestres i de la porta d'accés, formades per una base àtica amb rosetes, pentàgons i rombes, un fust monolític i un capitell. Aquests últims són decorats amb simples fulles de lliri d'aigua, frisos de volutes i trenes de dos fils. Consta de nou trams, seccionats en la coberta per arcs torals i formers de perfil motllurats, a l'entrecreuament dels quals se situen les claus de volta, en baix relleu i de tipus geomètric, que descansen en quatre columnes —amb capitells de fullatges estilitzats, palmetes digitades separades per tisores—, i dotze culs-de-llàntia estructurats en dos cossos superposats: un cos prismàtic, un astràgal i un capitell.

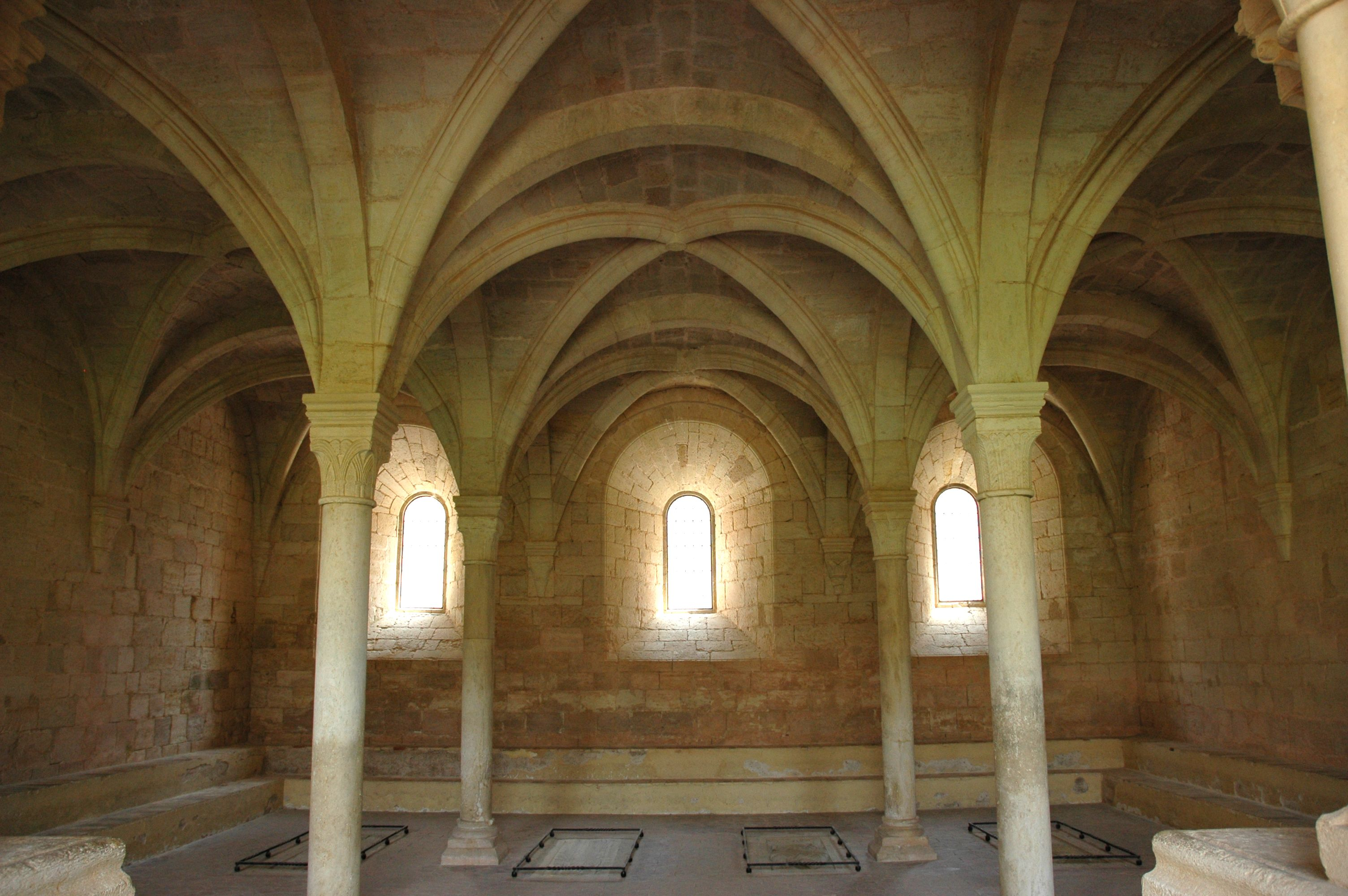
Sala capitular

La sala capitular era el lloc de reunió de la comunitat, diàriament s'hi llegia el Martirologi, el Santoral del dia, es resava una oració i es feia la lectura d'un capítol de la Regla de Sant Benet. També era el lloc destinat a l'enterrament dels abats, que es feia de forma anònima, tret dels que es feren durant els segles xvi i xvii, què es posaren làpides dels abats enterrats; en concret, a la sala capitular hi ha set làpides. Contemplats d'esquena als tres finestrals i d'esquerra a dreta, són: Bernardí Tolrà (b 1534), Pedro de Mendoza (b 1519), Jaume Valls (b 1560), Pere Nogués (b 1608), Jaume Carnicer (b 1619), Jeroni Contijoc (b 1593). El setè és un bisbe lleidatà franciscà, del segle xiv, Andreu de Velleregia que morí a Nàpols.

### Palau reial

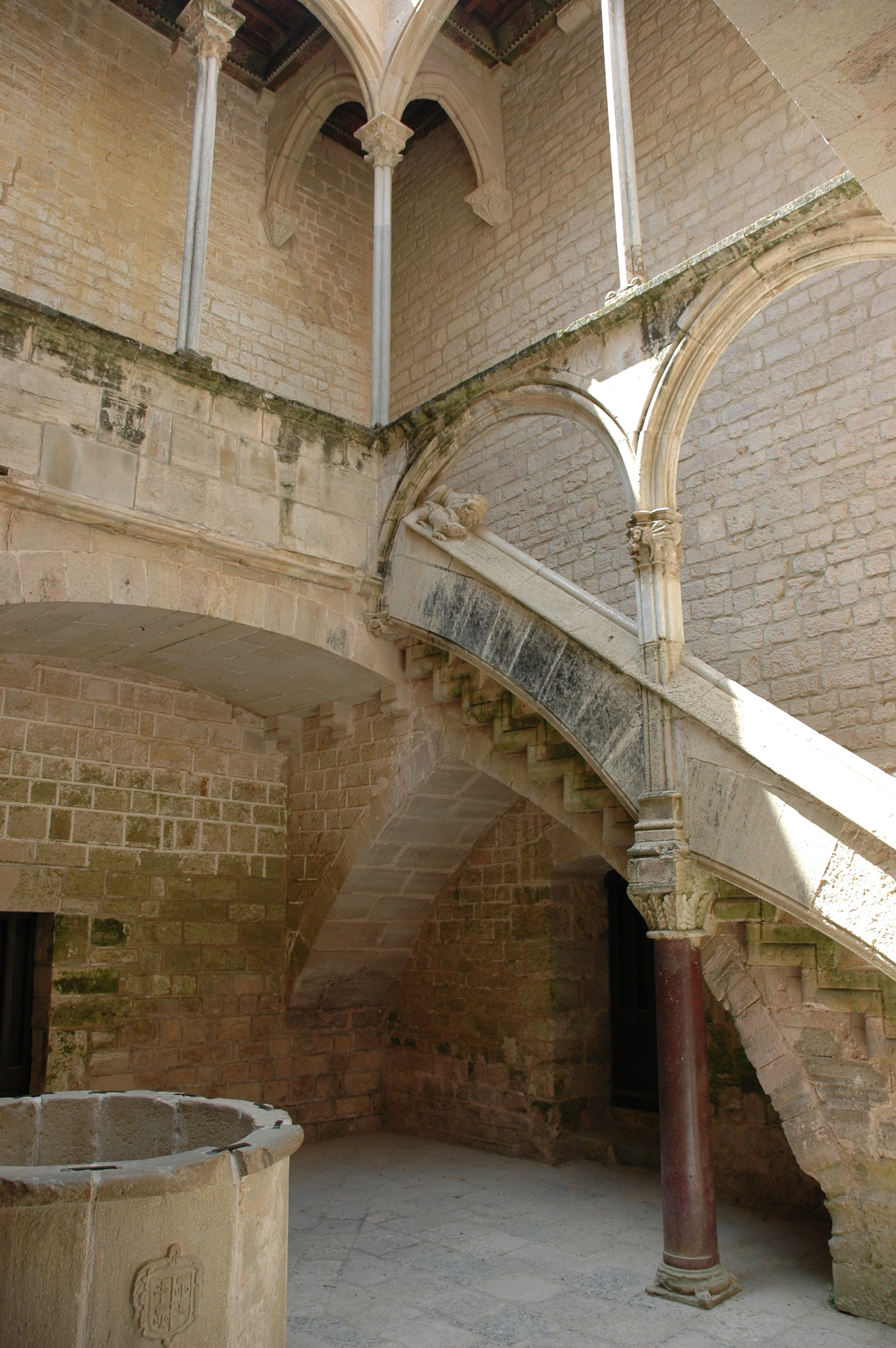
El palau, s'aprecia una columna de pòrfir

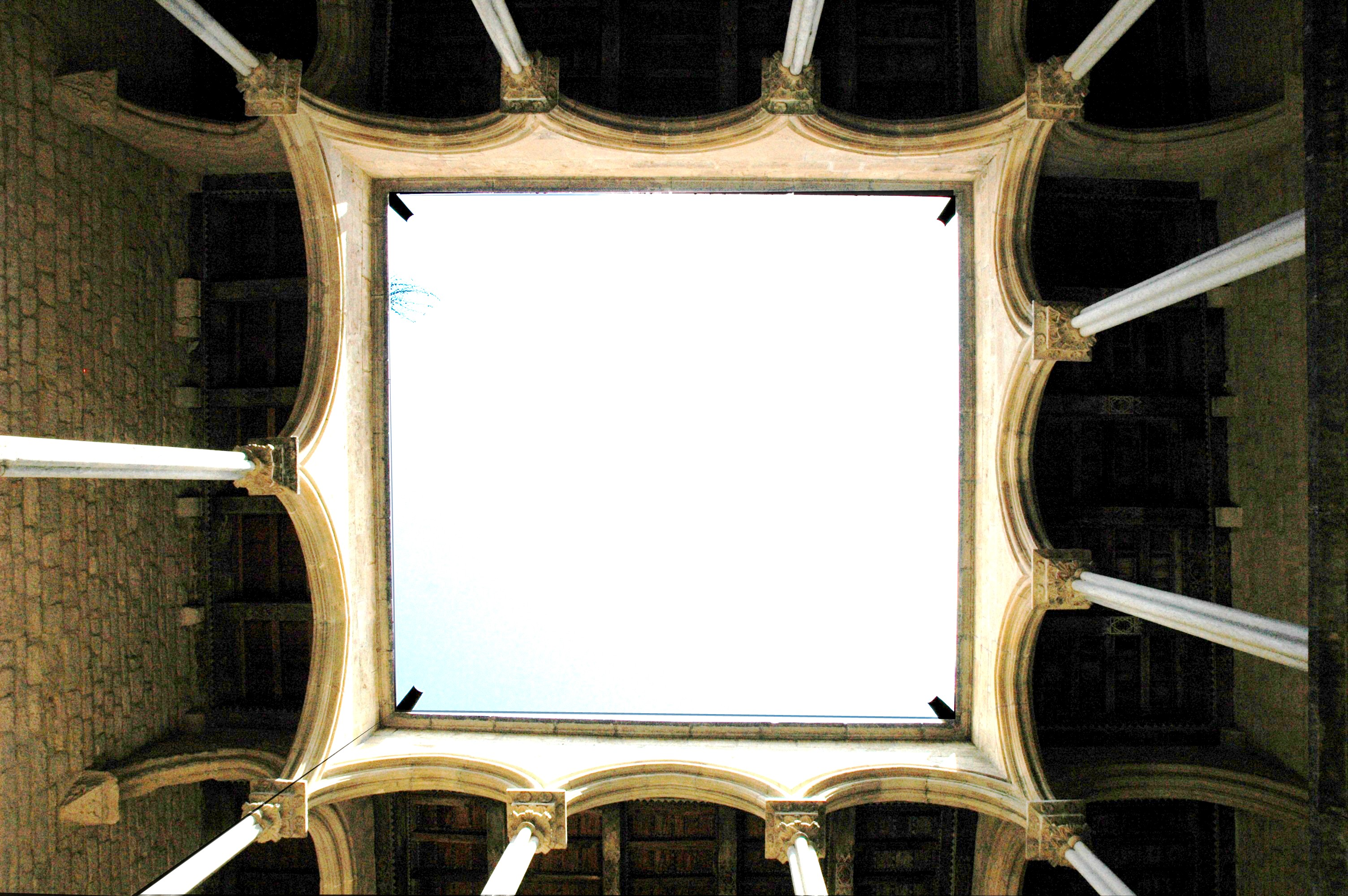
El pati central del palau reial

La construcció comença durant el segle xiv per allotjar els reis i la cort durant lllur estada al monestir. Atès que els comtes-reis utilitzaven aquest edifici en comptades ocasions, fou residència habitual de l'abat fins al segle xvi, que es construí fora del recinte el Palau de l'Abat, actualment seu de l'ajuntament de Santes Creus.
El palau reial està situat a la banda de migdia del claustre posterior. Respon a la iniciativa de Pere el Gran, enriquit per Jaume el Just i ampliat per alguns abats perpetus, des de Guillem de Ferrera (1347-1375) fins a Pere Noguers (1593-1608). Constitueix un exemple dins el monestir de l'arquitectura civil medieval a Catalunya, a la planta baixa les oficines, les cavalleries i la masmorra, al primer pis habitacions i al segon pis s'allotjava el servei.
Les dependències envolten dos patis contigus i es distribueixen en tres nivells. Un vestíbul amb enteixinat ornat amb heràldica reial i de l'abat A. Porta (1390-1402) ens introdueix al primer pati, on uns senzills permòdols escalonats sostinguts per arcs rebaixats aguanten l'escala principal, amb un formós relleu que mostra les armes catalanes entre àngels i lleons tinents, que ens condueix a una galeria amb barana de pedra on descansen columnes quadrilobulades i arcades sobre capitells ornats a dos nivells. El pati és cobert per un bonic i interessant enteixinat.
A l'interior del primer pis hi ha les cambres reials modificades pels diferents abats que hi habitaren. Al segon pis d'aquest mateix pati, trobem dues baranes amb columnetes, una de pòrfir, que mostren els escuts dels abats A. Porta, J. Pinyana (1430-1438) i el de J. Valls (1534-1560) flanquejant una porta conopial. Aquest darrer abat sobrealçà el palau construint dues galeries d'estuc i un mirador. L'última intervenció es degué a l'abat P. Nogués qui foradà la part superior de la torre de l'homenatge amb una escala de cargol, on havia estat reclòs el fill de Jaume II.